# ロビト
ロビト（Lobito）は、アンゴラのベンゲラ州に属する都市である。ベンゲラ鉄道の終点であり、大西洋に面した良港はコンゴ民主共和国やザンビアから産出された鉱物資源の積出港として発展してきた。2014年現在の人口は393,079人である。

## 交通

### 鉄道
- ベンゲラ鉄道

### 港湾
- ロビト港（英語版）

### 道路
- トランス・アフリカ・ハイウェイ9号線：ベイラ(モザンビーク) ⇔ ハラレ(ジンバブエ) ⇔ ルサカ(ザンビア) ⇔ ルブンバシ(コンゴ民主共和国) ⇔ ロビト

### 空港
近郊のカタンベラ（カツンベラ、Catumbela）に、カタンベラ空港（カツンベラ空港）がある。

## 姉妹都市
- シントラ、ポルトガル[3]
- ローウェル (マサチューセッツ州)、アメリカ合衆国